# Rapala manea
Rapala manea är en fjärilsart som beskrevs av William Chapman Hewitson 1863. Rapala manea ingår i släktet Rapala och familjen juvelvingar. Inga underarter finns listade.

## Bildgalleri

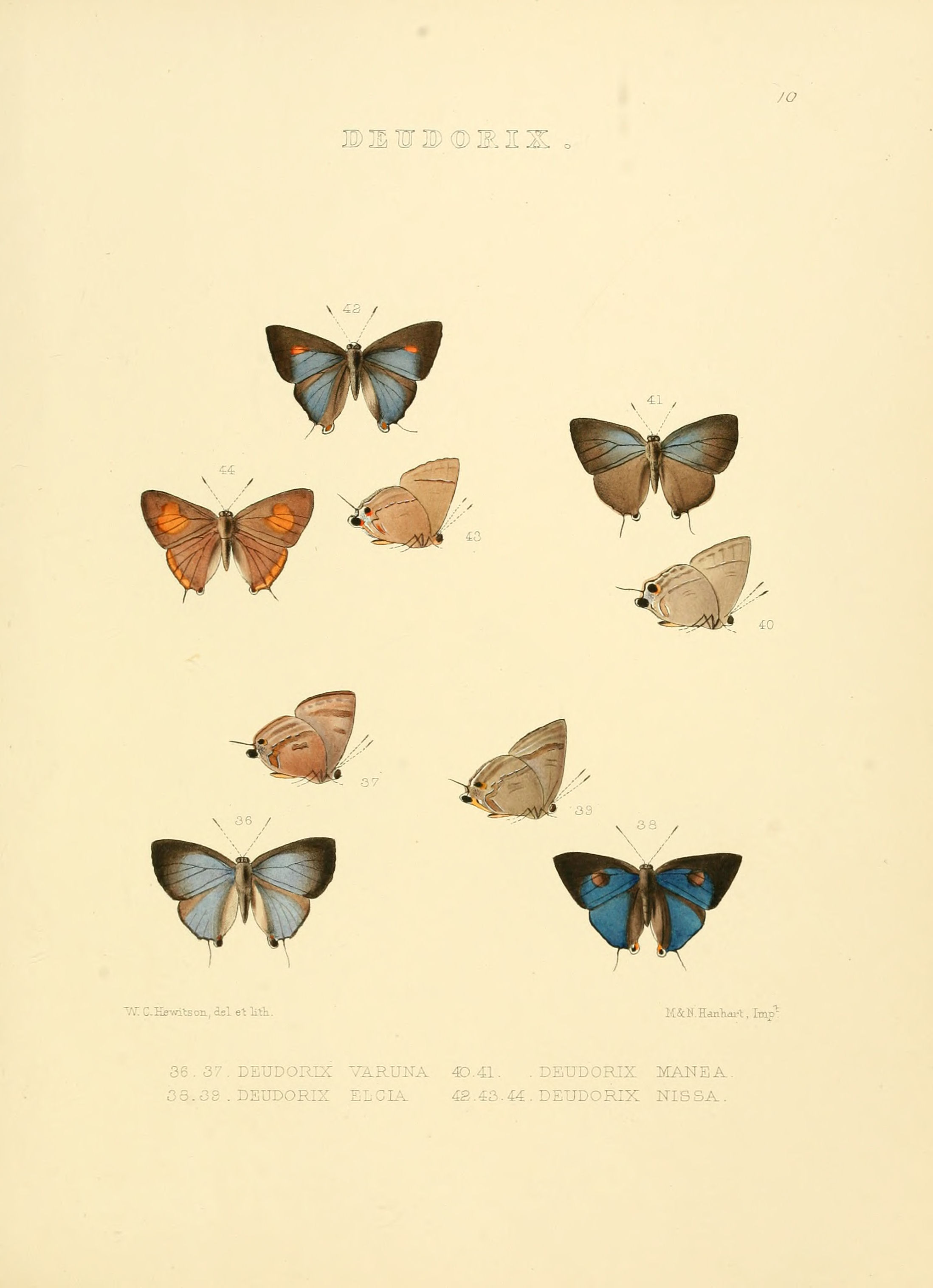
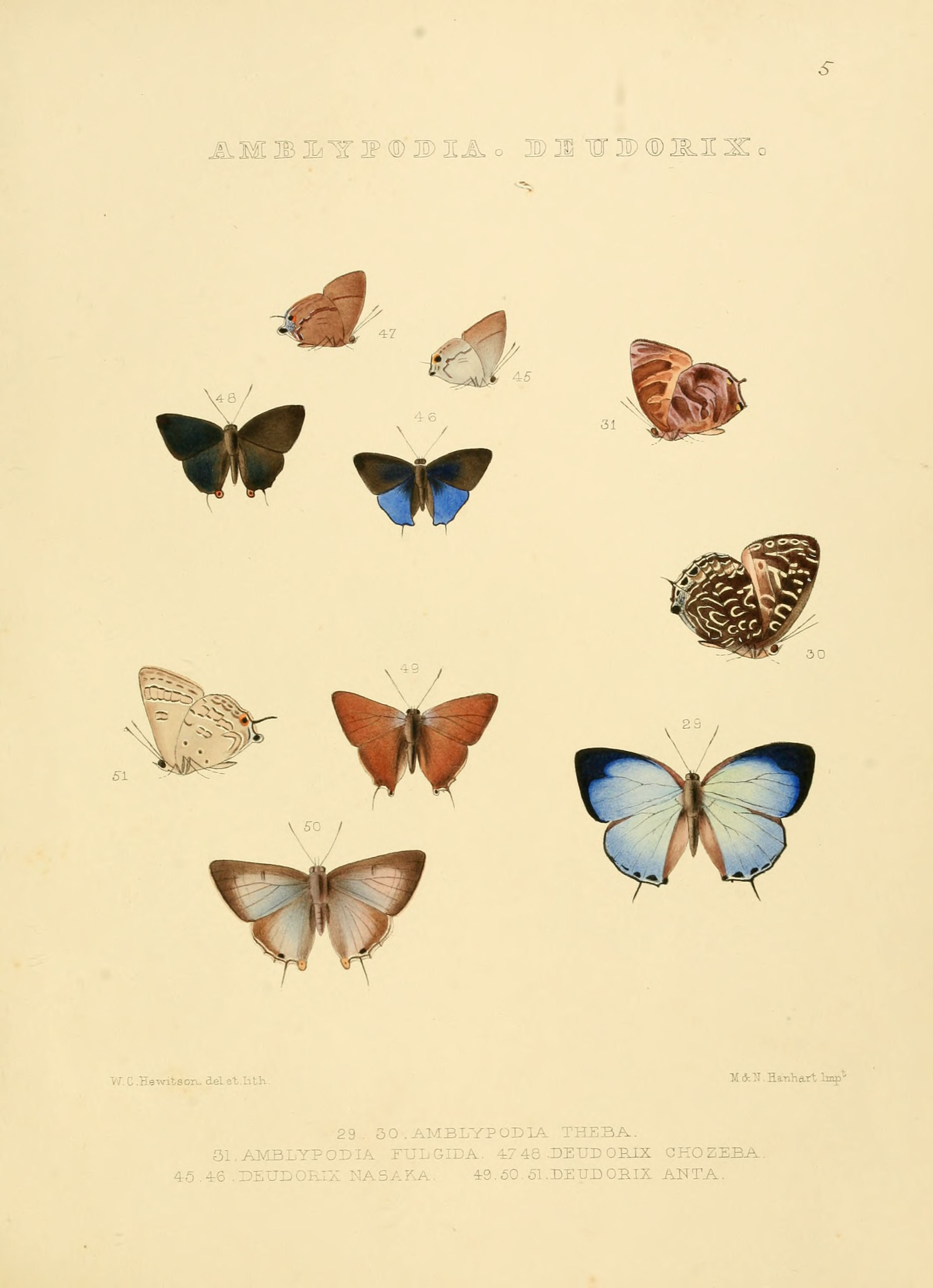
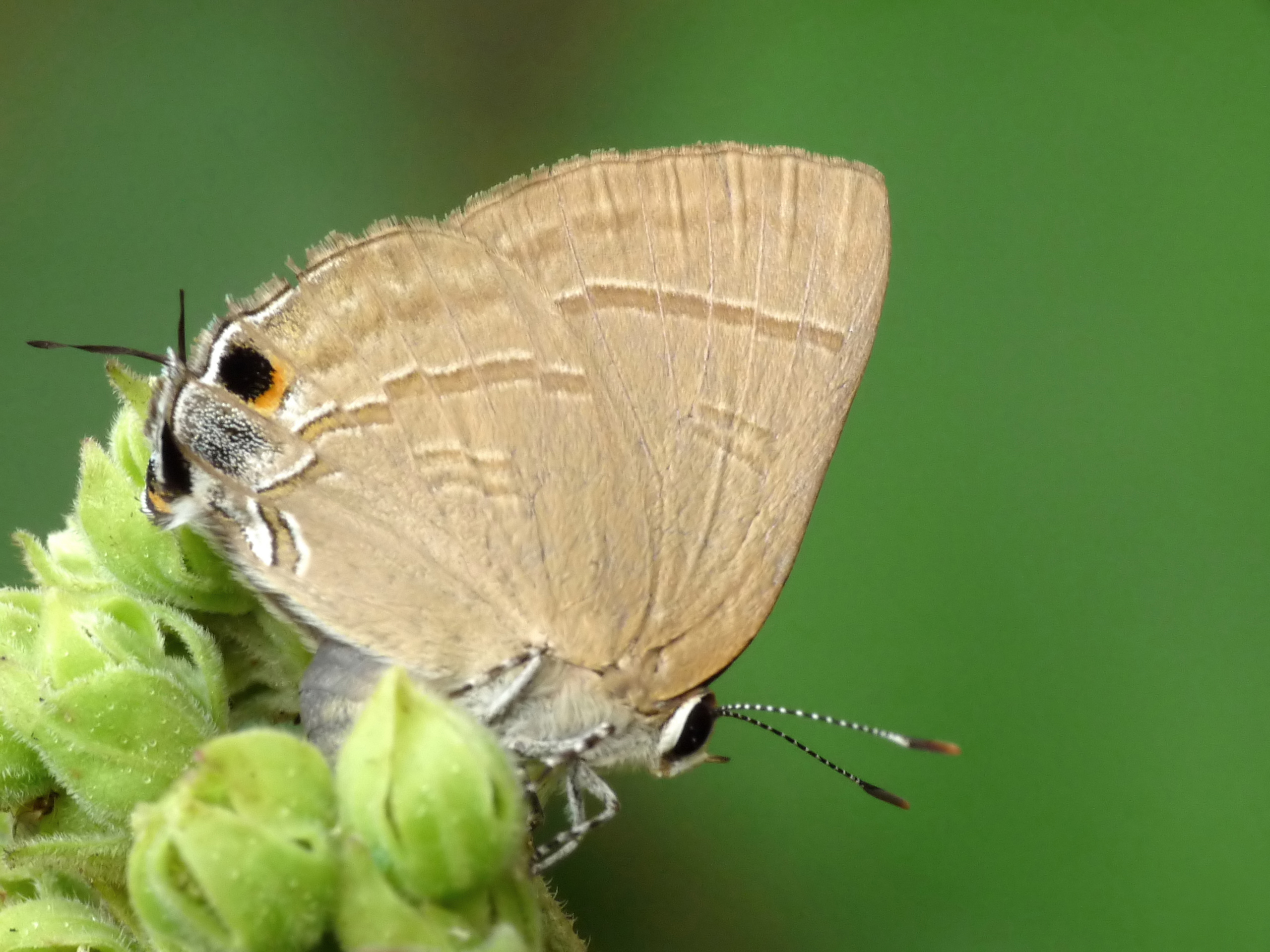
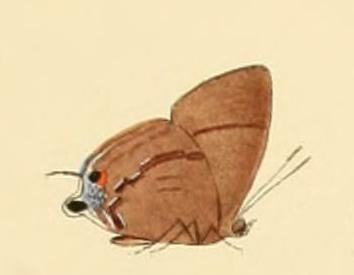
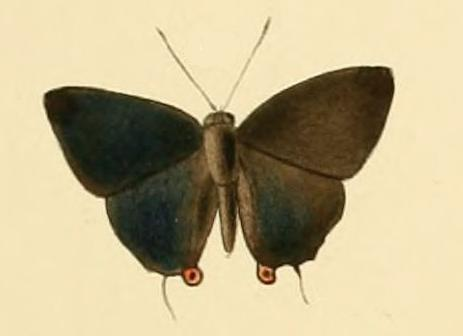
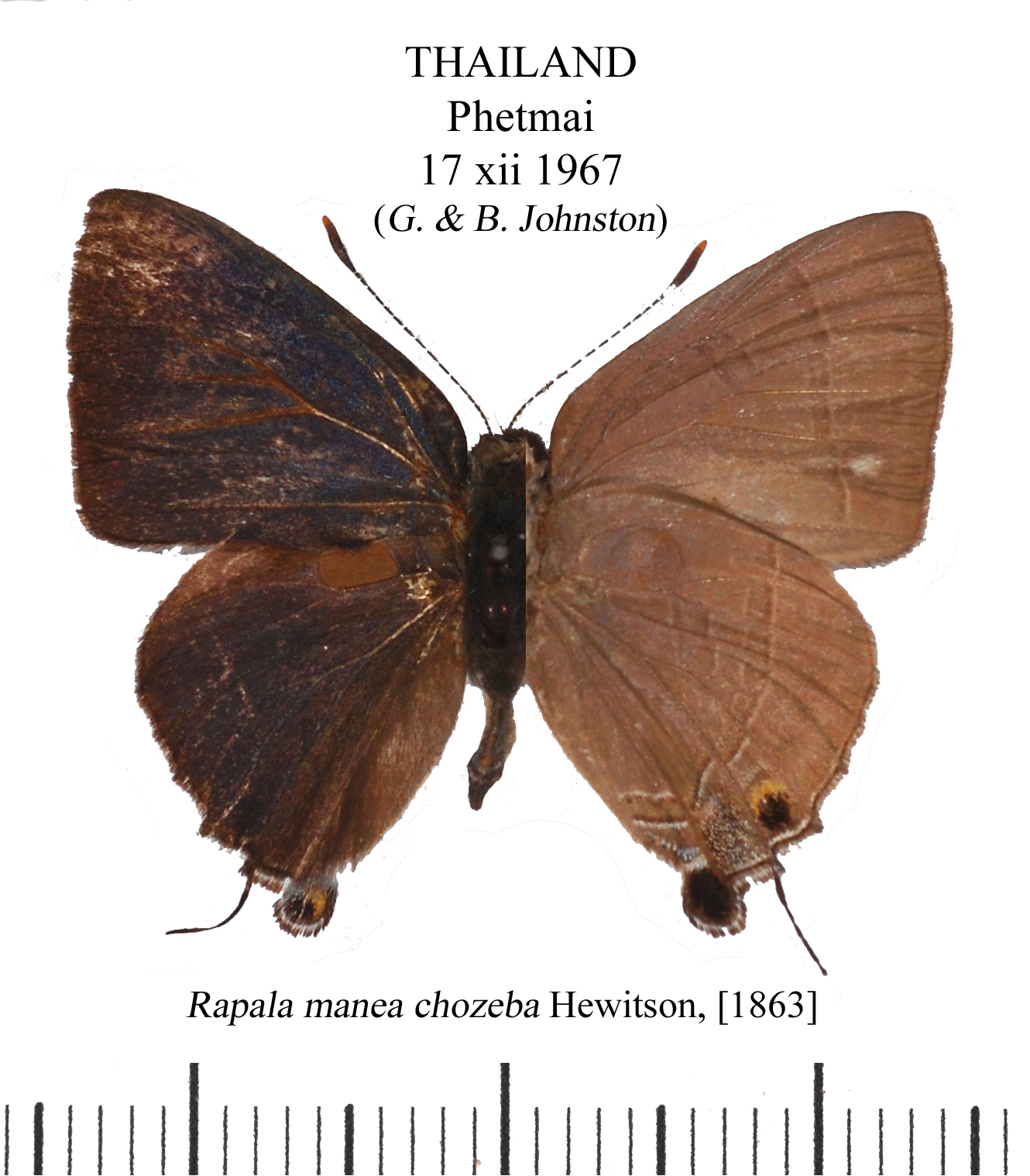
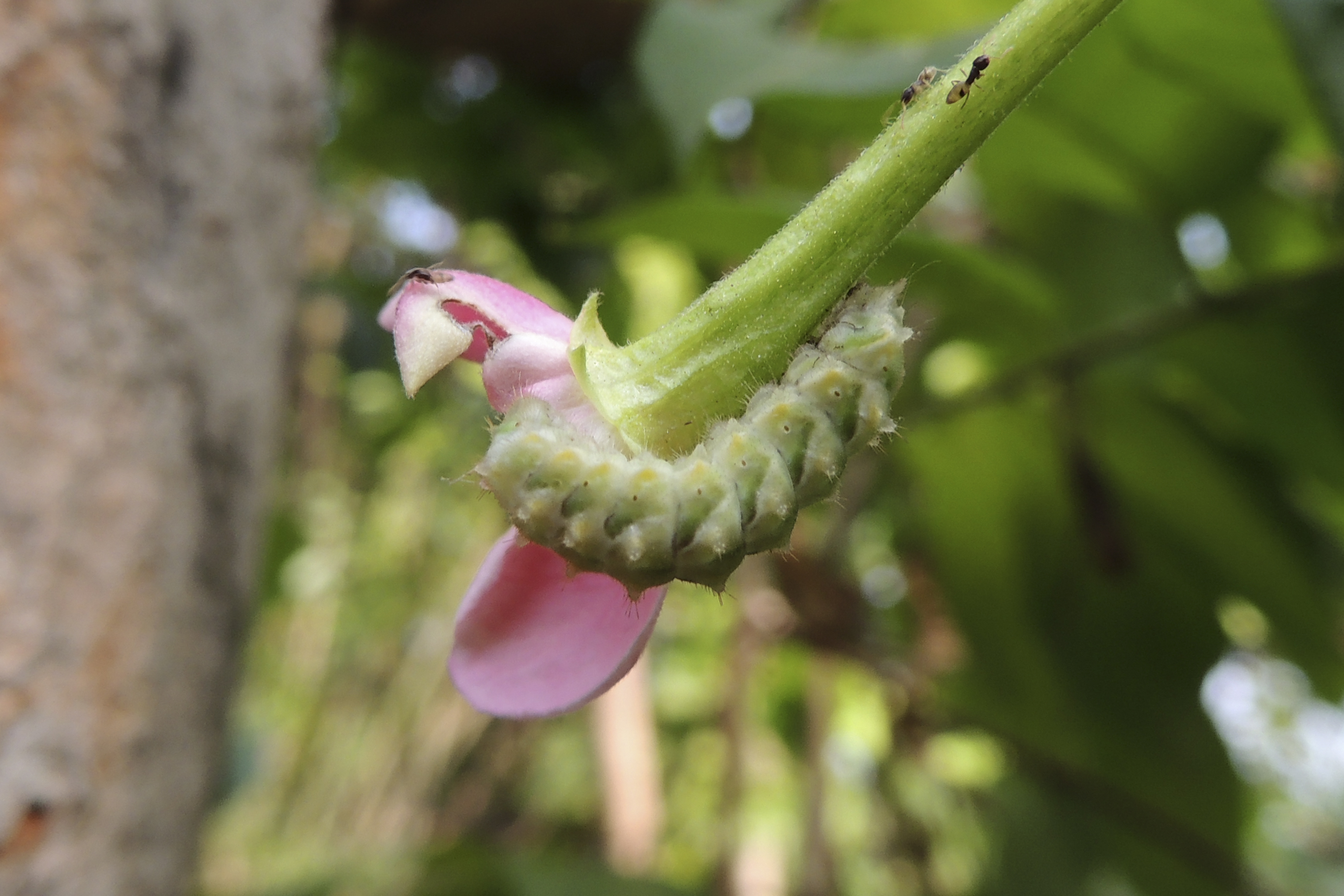